# Jakab Valero
Jakab Valero (Baja, 1725 – Pest, 1798) è stato un religioso, insegnante e teologo ungherese.

## Biografia
Il padre Iacobus Antonius a S. Thoma Aquinate Valero nacque a Baja nel 1725. Entrato nell'ordine scolopio, Jakab Valero nel 1744 divenne maestro dei bambini nel convento di Nyitra. Fu catechista a Magyaróvár nel 1745-1746. Nel 1747 iniziò gli studi di filosofia a Pest (dove fu anche precettore presso le nobili famiglie dei Grassalkovich e dei Festetics). Nel 1752 era studente di teologia a Nyitra, e nel periodo 1753-1755 precettore in casa Batthyány.
Negli anni seguenti fu maestro di retorica e poesia, lettore di filosofia, lettore di logica, metafisica e matematica a Pest e Prividgye, professore di teologia scolastica e dogmatica a Debrecen.
Nel 1764-1766 ricoprì la carica di vicerettore e professore di geometria a Szenc.
Nel 1767 fu trasferito al convento di Tata, dove svolse la funzione di superiore e quindi rettore e prefetto scolastico. Sotto la sua direzione fu rinnovato il convento, con l'aiuto dell'architetto scolopio Gaspar Oswald.
Nel 1772 si recò a Roma per partecipare al capitolo generale dell'ordine. 
Morì a Pest nel 1798.